# Gidon Patt
Gidon Patt (hebr.: גדעון פת, ang.: Gideon Patt, ur. 22 lutego 1933 w Jerozolimie, zm. 27 kwietnia 2020) – izraelski polityk, w latach 1977–1979 minister budownictwa, w latach 1979–1984 minister przemysłu i handlu, w 1981 oraz latach 1988–1992 minister turystyki, w latach 1984–1988 minister nauki i technologii, w latach 1970–1996 poseł do Knesetu z list Gahalu i Likudu.
W wyborach parlamentarnych w 1969  nie dostał się do izraelskiego parlamentu jednak 29 stycznia 1970 wszedł w skład siódmego Knesetu po śmierci Arjego Ben Eli’ezera. Zasiadał w Knesetach VII, VIII, IX, X, XI, XII i XIII kadencji.